# اکارسو، تارساس
اکارسو، تارساس (به لاتین: Akarsu, Tarsus) یک منطقهٔ مسکونی در ترکیه است که در استان مرسین واقع شده‌است.

## خصوصیات
اکارسو ۴۳۱ نفر جمعیت دارد و ۵ متر بالاتر از سطح دریا واقع شده‌است.